# Episodi di 14º Distretto (decima stagione)
La decima stagione della serie televisiva 14º Distretto è stata trasmessa in anteprima in Germania da Das Erste tra il 26 novembre 1996 e il 4 marzo 1997.
| nº | Titolo originale    | Titolo italiano | Prima TV Germania | Prima TV Italia |
| -- | ------------------- | --------------- | ----------------- | --------------- |
| 1  | Wühlmäuse           | inedito         | 26 novembre 1996  | inedito         |
| 2  | Der blonde Engel    | inedito         | 3 dicembre 1996   | inedito         |
| 3  | Der Ex-Freund       | inedito         | 10 dicembre 1996  | inedito         |
| 4  | Gute Nachbarschaft  | inedito         | 17 dicembre 1996  | inedito         |
| 5  | Ein neuer Kollege   | inedito         | 31 dicembre 1996  | inedito         |
| 6  | Das zweite Gesicht  | inedito         | 14 gennaio 1997   | inedito         |
| 7  | Der Praktikant      | inedito         | 21 gennaio 1997   | inedito         |
| 8  | Verliebt im Einsatz | inedito         | 28 gennaio 1997   | inedito         |
| 9  | Plattgemacht        | inedito         | 4 febbraio 1997   | inedito         |
| 10 | Jens, 7 Jahre       | inedito         | 11 febbraio 1997  | inedito         |
| 11 | Aus lauter Liebe    | inedito         | 18 febbraio 1997  | inedito         |
| 12 | Nervenkrieg         | inedito         | 25 febbraio 1997  | inedito         |
| 13 | Das Stuntgirl       | inedito         | 4 marzo 1997      | inedito         |